# Horst Münch

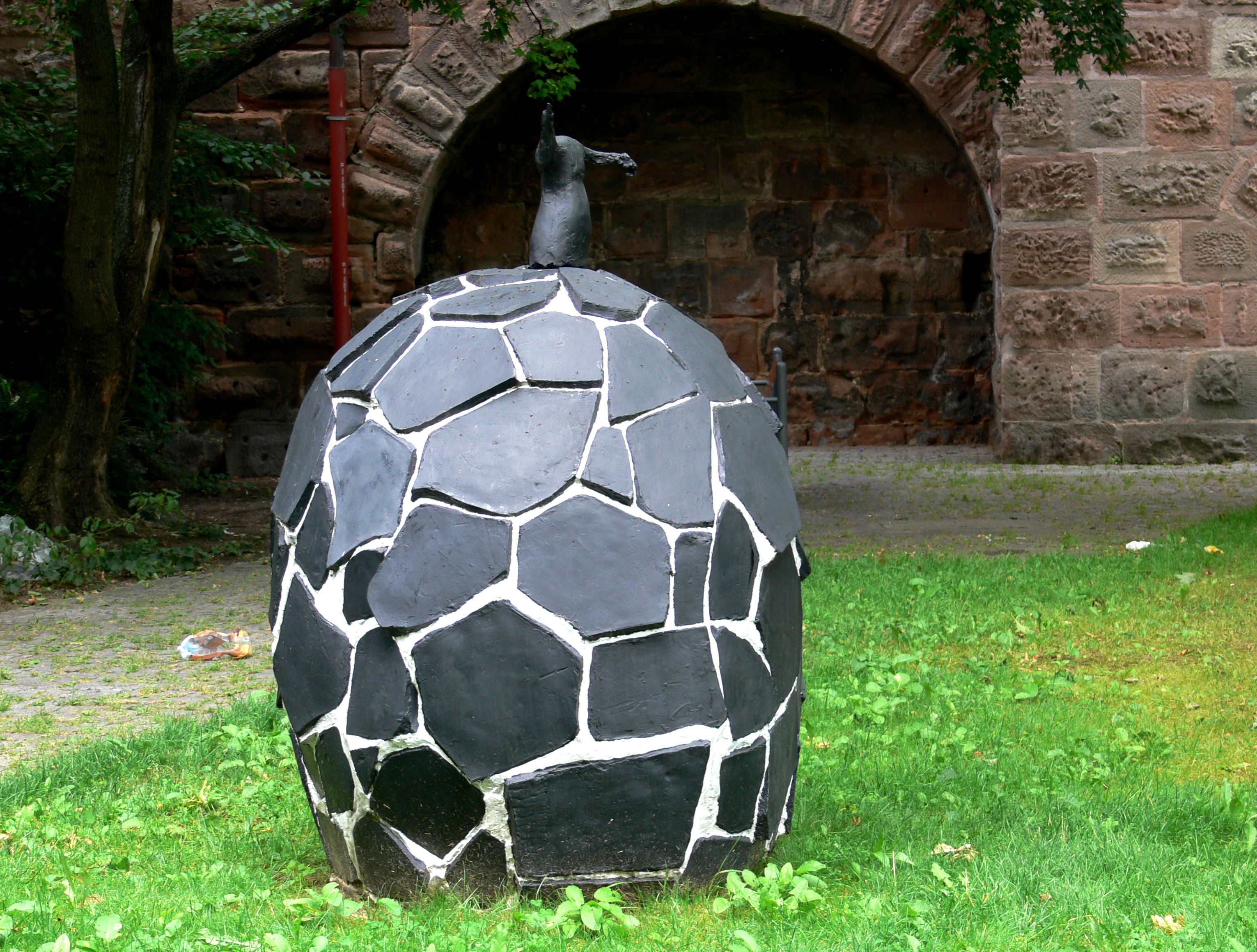
Horst Münch: Der Däne (von Nürnberg), 1995–2004 (Skulpturengarten Nürnberg)

Horst Münch (* 17. November 1951 in Nürnberg) ist ein deutscher Maler, Bildhauer, Fotograf, Autor und Videokünstler.

## Leben
Horst Münch begann 1966 zu fotografieren und drehte Super-8- und 16-mm-Filme. 1974 drehte er mit Freunden den Film Am Kopf belauscht, der 1976 bei den Internationalen Hofer Filmtagen gezeigt wurde. 1975 ging Münch an die Kunstakademie Düsseldorf zu Alfonso Hüppi.
1977 fand die erste Ausstellung mit Stoffskulpturen bei Felix Handschin in Basel statt, 1979 eine Ausstellung bei Alfred Schmela in Düsseldorf. Anschließend ergab sich eine Zusammenarbeit mit Rolf Ricke in Köln und ab 1983 auch mit Hans Strelow, der das malerische Werk in Düsseldorf betreute. Ab 1986 zeigte Philippe Casini in Paris seine Arbeiten.
1983 wurde Münch mit dem Förderpreis der Jürgen-Ponto-Stiftung ausgezeichnet, 2003 mit dem Käthe-Kollwitz-Preis der Akademie der Künste (Berlin). Seit 1982 lebt er in Köln.

## Einzelausstellungen (Auswahl)
- 2012 Neues Museum – Staatliches Museum für Kunst und Design, Nürnberg
- 2007 Künstlerhaus Bregenz im  Palais Thurn & Taxis, Bregenz
- 2004 MMIII, Kunstverein Mönchengladbach e.V.
- 2003 Akademie der Künste, Berlin
- 1999 Synagogue de Delme
- 1998 Städtische Galerie Leerer Beutel, Regensburg
- 1998 l’Aquarium, Galerie de l’Ecole des Beaux-arts de Valenciennes
- 1997 Kunstverein Heilbronn
- 1996 Städtisches Museum Abteiberg, Mönchengladbach
- 1994 Kunsthalle Nürnberg; Städtisches Museum Leverkusen, Schloss Morsbroich
- 1993 Carré des Arts, Paris
- 1987 Badischer Kunstverein, Karlsruhe; Museum Folkwang, Essen
- 1986/87 Kunstraum München und Ausstellungsräume Lothringer Straße, München (mit Ulrike Nattermüller)
- 1986 Kunsthalle zu Kiel
- 1983 Kasseler Kunstverein Kassel
- 1982 Bonner Kunstverein, Bonn (mit Norbert Prangenberg)

## Publikationen
- 2023 Horst Münch Gross Denken Gross Irren, Künstlerbuch
- 2021 Horst Münch Feuerteufel – Fire Devil, Künstlerbuch
- 2018 Horst Münch ABC – Einen Film schieben, Künstlerbuch
- 2016 Horst Münch ES – 90 Zeichnungen 2008-16, Künstlerbuch
- 2015 Horst Münch Hybrid Haushalt – Psychophysische Konstruktionen, Künstlerbuch
- 2014 Horst Münch Vorläufiger Bericht vom 17.11.2013 bis 6.2.2014 mit Nachtrag vom 17.7. bis 21.7.2014, Künstlerbuch
- 2014 Annelie Pohlen: Monografie Horst Münch. Das Werk – Ein Versuch. Oder wie man der Logik Fallen stellt. Kunstforum Band 230, Dez. 2014/Jan. 2015
- 2012 Missglückte Grazie – Malerei 2010/11, Verlag für moderne Kunst Nürnberg
- 2007 Unser Krieg – Das nervöse Lachen, Snoeck-Verlag, Köln
- 2005 Sprachgerüst, édition séparée, Salon Verlag, Köln
- 2004 T.T.T. oder T.N.T., Text: Jens Peter Koerver, MM III, Kunstverein Mönchengladbach
- 2003 Käthe-Kollwitz-Preis 2003; Texte: Christiane Schneider, Wolfgang Martin, Akademie der Künste, Berlin
- 2003 Kritisches Lexikon der Gegenwartskunst: Horst Münch, Texte: Gerhard Mack, Ulrike Jagla-Blankenburg, WB Verlag  München
- 2001 Essai Etude, Text: Jens Peter Koerver, éditions de l’Aquarium agnostique, Valenciennes
- 1998 Hintergrundrauschen, Texte: Gerhard Mack, Jens-Peter Koerver, Museen der Stadt Regensburg – Städtische Galerie ‚Leerer Beutel‘
- 1998 ComEtude, Musik von Bernd Hennig und Horst Münch, Compact Disc 28 min, Salon Verlag, Köln
- 1997 Irrtum, Texte: Christoph Vögele, Ellen Seifermann, Kunstverein Heilbronn
- 1996 Zukunftskrieg, mit einem Text von Gerhard Falkner, Künstlerbuch, Hrsg. Museumsverein Mönchengladbach e.V.
- 1994 Skulpturen, Bilder, Zeichnungen, Städtisches Museum Leverkusen, Schloss Morsbroich und Kunsthalle Nürnberg, Texte: Veit Loers, Roman Kurzmeyer, Verlag für moderne Kunst Nürnberg
- 1993 Amine Haase: Monografie Horst Münch. Wer auf den Händen geht ... Kunstforum Band 124, Nov./Dez. 1993
- 1993 Horst Münch, Texte: Catherine Legallais, Ulrike Nattermüller, Jacqueline Nebout, Carré des Arts, Paris
- 1991 Skulpturen 1977–1991, Text: Max Wechsler, Editions Traverses Neuchâtel
- 1989 Gebrochenes Deutsch – Gerhard Falkner/Horst Münch, Verlag für moderne Kunst, Nürnberg
- 1986 Horst Münch/Ulrike Nattermüller, Kunstraum München, Badischer Kunstverein Karlsruhe, Museum Folkwang Essen
- 1986 Ellum Ketch, Kunsthalle zu Kiel
- 1982 Horst Münch, Text: Annelie Pohlen, Bonner Kunstverein, Bonn